# Ptilorrhoa caerulescens
Ptilorrhoa caerulescens là một loài chim trong họ Cinclosomatidae.